# 大阪府道・兵庫県道604号野間出野一庫線
大阪府道・兵庫県道604号野間出野一庫線（おおさかふどう・ひょうごけんどう604ごう のましゅつのひとくらせん）は、大阪府豊能郡能勢町から兵庫県川西市に至る一般府道道である。

## 概要
大阪府豊能郡能勢町野間出野から兵庫県川西市一庫に至る。
路面は知明湖（一庫ダム）周辺は全面2車線で安定しているが、大阪府道106号吉野下田尻線との分岐点近くには1.5車線の区間も存在する。また、土休終日二輪車通行禁止区間が存在する。
路線番号は「大阪府道107号・兵庫県道318号野間出野一庫線」が与えられていた。兵庫県は1993年（平成5年）12月20日に、大阪府は1994年（平成6年）4月1日に改番された。現在でも一庫ダム付近の一部に「318」の標識が残ったままである。

### 路線データ
- 起点：大阪府豊能郡能勢町野間出野（大阪府道4号茨木能勢線交点）
- 終点：兵庫県川西市一庫（井補野交差点、国道173号交点）
- 総延長：8.3 km

## 歴史
- 1959年（昭和34年）
  - 11月9日 - 兵庫県が認定。
  - 12月1日 - 大阪府が認定。
- 1994年（平成6年）4月 - 604号に番号統一。

## 路線状況

### 道路施設

#### 橋梁
- 兵庫県
  - 国崎大橋（川西市）
- 大阪府
  - 郷内橋（豊能郡豊能町 - 兵庫県川西市）

#### トンネル
- 兵庫県
  - 笹ヶ谷トンネル：延長172 m、1978年（昭和53年）竣工、川西市
  - 桐山トンネル：延長60 m、1979年（昭和54年）竣工、川西市
  - 保の谷トンネル：延長80 m、1979年（昭和54年）竣工、川西市 - 大阪府豊能郡豊能町
- 大阪府
  - 郷内隧道：延長155 m、1979年（昭和54年）竣工、豊能郡豊能町
- 兵庫県
  - 井補野トンネル：延長140 m、1977年（昭和52年）竣工、川西市

## 地理

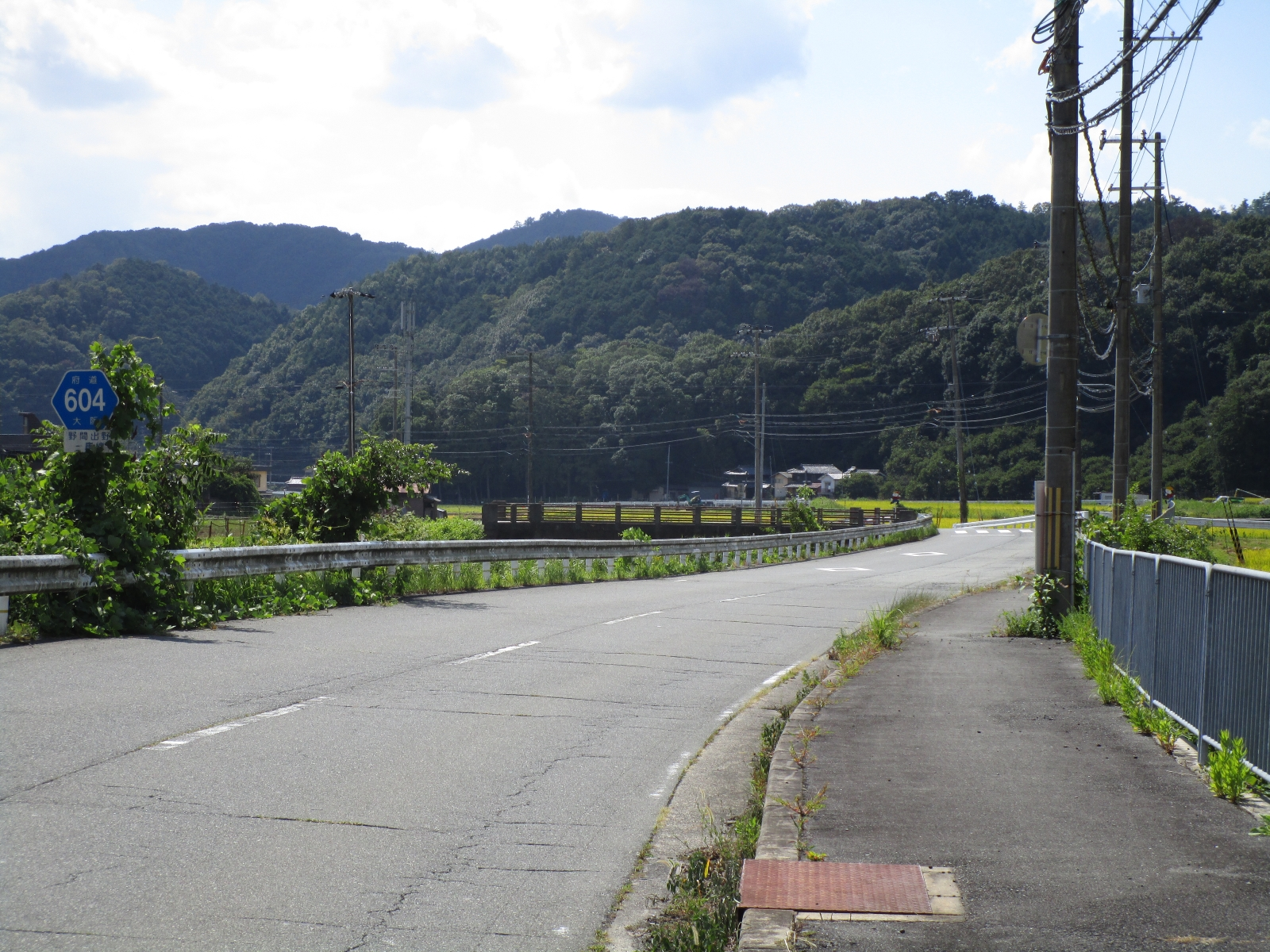
大阪府道・兵庫県道604号野間出野一庫線
大阪府豊能郡能勢町野間出野

### 通過する自治体
- 大阪府
  - 豊能郡能勢町
- 兵庫県
  - 川西市
- 大阪府
  - 豊能郡豊能町
- 兵庫県
  - 川西市

### 交差する道路
| 交差する道路                        | 都道府県名 | 市町村名 | 市町村名 | 交差する場所 | 交差する場所        |
| ----------------------------------- | ---------- | -------- | -------- | ------------ | ------------------- |
| 大阪府道4号茨木能勢線               | 大阪府     | 豊能郡   | 能勢町   | 野間出野     | 起点                |
| 大阪府道106号吉野下田尻線           | 大阪府     | 豊能郡   | 能勢町   | 下田尻       |                     |
| 兵庫県道・大阪府道605号国崎野間口線 | 兵庫県     | 川西市   | 川西市   | 国崎         |                     |
| 国道173号                           | 兵庫県     | 川西市   | 川西市   | 一庫         | 井補野交差点 / 終点 |

### 沿線
- 一庫ダム
- 国崎クリーンセンター